# Cary-Hiroyuki Tagawa
Cary-Hiroyuki Tagawa (Tóquio, 27 de Setembro de 1950) é um ator japonês e lutador de artes marciais. Dentre sua extensa filmografia, seus trabalhos de maior relevância foram em Star Trek: The Next Generation, Thunder in Paradise, Nash Bridges, Baywatch: Hawaiian Wedding, Heroes, Mortal Kombat e Hachi: A Dog's Tale. Também emprestou sua voz para Sin Tzu, do videogame Batman: Rise of Sin Tzu.

## Biografia

### Infância
Tagawa nasceu em Tóquio, no Japão. É filho de uma atriz japonesa e de um militar nipo-americano que serviu nas Forças Armadas dos Estados Unidos. Começou a atuar ainda no ensino médio e se graduou na Universidade da Carolina do Sul.

### Carreira
Sua revelação como ator aconteceu no filme  The Last Emperor em 1987. Em 1989 atuou no filme Licence to Kill. Em 1991, ao lado de Dolph Lundgren e Brandon Lee fez Showdown in Little Tokyo. No mesmo ano, ainda fez o filmeThe Perfect Weapon.
Muitos se lembrarão dele em papéis de vilões, como Yoshida em Massacre no Bairro Japonês (1991), Shang Tsung em Mortal Kombat (1995), e Kabai Singh em The Phantom (1996).
Cary-Hiroyuki Tagawa está entre os entrevistados do documentário The Slanted Screen de  2006, dirigido por Jeff Adachi que fala sobre os representantes asiáticos em Hollywood.
Mais recentemente, em 2009, Tagawa foi selecionado para interpretar Heihachi Mishima no filme de adaptação do clássicos dos video-games Tekken
Seu dublador oficial no Brasil, visto ter sido sua voz na esmagadora maioria de seus filmes, é Élcio Romar.

## Filmografia

### Cinema
- The Last Emperor (1987)
- Twins (1988)
- Bulletproof (1988)
- Licence to Kill (1989)
- Showdown in Little Tokyo (1991)
- Kickboxer 2: The Road Back (1991)
- The Perfect Weapon (1991)
- American Me (1992)
- Nemesis (1993)
- Rising Sun  (1993)
- Picture Bride (1994)
- Mortal Kombat (1995)
- The Phantom (1996)
- Top of the World (filme de 1997) (1997)
- Danger Zone (1997)
- Vampires  (1998)
- Johnny Tsunami (1999)
- Snow Falling on Cedars  (1999)
- The Art of War (2000)
- Pearl Harbor (2001)
- Planet of the Apes  (2001)
- Hawaii Five-0 (2004)
- Faith of My Fathers  (2005)
- Elektra  (2005)
- Memoirs of a Geisha  (2005)
- The Slanted Screen (2006)
- Teen Titans: Trouble in Tokyo (2006)
- Johnny Kapahala: Back on Board (2007)
- Balls of Fury (2007)
- Ghost Voyage (2008)
- Slaughter (2009)
- Tekken (2009)
- Sempre ao Seu Lado (2010)
- 47 Ronin (2013)
- Little Boy (2015)
- The Man with the Iron Fists 2 (2015)
- Showdown in Manila (2016)
- Beyond the Game (2016)
- Kubo and the Two Strings (2016)
- The Whole World at Our Feet  (2016)
- My Love is Aisulu (2019)
- Looking in the Mirror (2019)
- Girl Games (2019)
- Duel of Legends (2020)

### Televisão
- MacGyver (1987)
- Jornada nas Estrelas: A Nova Geração (1987)
- Miami Vice (1987-1989)
- Heroes (2007)
- Hawaii Five-0 (2011)
- Revenge (2012-2013)
- Mortal Kombat: Legacy (2013)
- The Man in The High Castle (2015 - 2018)
- Grimm (2016) Fez uma participação especial no 17º episódio da 5º temporada.
- Teenage Mutants Ninja Turtles (2016)
- Star Wars Rebels (2017)
- Lost in Space (2018 - presente)
- DuckTales (2020)